# 2027 FIFA女子ワールドカップ・南米予選
2027 FIFA女子ワールドカップの南米予選（なんべいよせん、西: Clasificatorias Sudamericanas para la Copa Mundial Femenina 2027）は、南米サッカー連盟（CONMEBOL）所属の女子サッカーの代表チームにより争われる。

## 概要
これまでFIFA女子ワールドカップの南米予選はコパ・アメリカ・フェメニーナが兼ねていたものの、今大会については2025年コパ・アメリカ・フェメニーナは予選を兼ねず、別の予選を開催するものとした。ただし2025年コパ・アメリカ・フェメニーナは引き続き、2027年パンアメリカン競技大会および2028年オリンピックの予選は兼ねる。

## 方式
ブラジルは開催国枠で予選を免除されているため、CONMEBOLの残る9チームで争われる。9チームが1回総当たりで対戦し（各チームがホーム4試合・アウェー4試合を戦う）、1位-2位のチームはワールドカップ本大会出場権を得、3位-4位のチームは大陸間プレーオフの出場権を得る。2025年-2026年にかけて開催の予定。